# Сидиков, Рустам Хабибулоевич
Рустам Хабибулоевич Сидиков (род. 7 мая 1985) — российский хоккеист, вратарь.

## Биография
По данным иностранных сайтов о хоккее,  Рустам Хабибулоевич Сидиков родился в городе Москве 7 мая 1985 года 
Начинал заниматься хоккеем в городе Кургане.
В 1998—2002 годах тренировался в школе «Русь», город Москва.
В сезонах 2001/02 — 2003/04 играл в первой лиге чемпионата России за ЦСКА-2. Победитель первенства России среди клубных команд 1986 года рождения (2003).
Бронзовый призёр чемпионата мира среди юниоров 2003.
На драфте НХЛ 2003 года был выбран в 4-м раунде под общим 133-м номером клубом «Нэшвилл Предаторз».
В сезонах 2007/08 — 2008/09 — игрок команды Эстонской хоккейной лиги «Калев-Вялк» Тарту. По итогам сезона 2007/2008 (англ. 2007–08 Meistriliiga (ice hockey) season) клуб стал чемпионом Эстонии.
Окончил Московский государственный университет экономики, статистики и информатики.
С 2021 года занимается бизнесом.